# Amarochara forticornis
Amarochara forticornis är en skalbaggsart som först beskrevs av Lacordaire 1835.  Amarochara forticornis ingår i släktet Amarochara, och familjen kortvingar. Arten är reproducerande i Sverige.